# Brian Winters
Brian Joseph Winters (Rockaway, Nueva York, 1 de marzo de 1952) es un exjugador y entrenador de baloncesto estadounidense que disputó 9 temporadas como jugador de la NBA y otras 3 como entrenador. También dirigió durante 3 temporadas a las Indiana Fever de la WNBA. Con 1,93 metros de altura, jugaba en la posición de escolta. Fue dos veces  All-Star.

## Trayectoria deportiva

### Universidad
Jugó durante cuatro temporadas con los Gamecocks de la Universidad de Carolina del Sur. En su primer año no pudo competir en torneos oficiales, según las normas de la época. En los tres restantes promedió 13,2 puntos y 4,0 rebotes por partido, con una gran temporada sénior en la que logró 20 puntos por noche.

### Profesional
Fue elegido en la duodécima posición del Draft de la NBA de 1974 por Los Angeles Lakers, debutando esa temporada logrando 11,7 puntos y 2,9 asistencias por partido, lo que le valieron para ser elegido en el mejor quinteto de rookies. Al año siguiente, en la temporada 1975-76 fue enviado a Milwaukee Bucks junto con sus compañeros Junior Bridgeman, Dave Meyers y Elmore Smith a cambio de Kareem Abdul-Jabbar. Winters se adaptó rápidamente al juego de los Bucks, consiguiendo un puesto en el quinteto titular, y acabando su primer año como segundo máximo anotador de su equipo tras Bob Dandridge, ganándose además un puesto en el equipo del Oeste en el All Star de 1976.
Dos años después, en la temporada 1977-78, realizaría sus mejores números de su carrera profesional, promediando 19,9 puntos, 4,9 asistencias y 3,1 rebotes, que lo situaron de nuevo en el Partido de las Estrellas.  Jugó durante cinco temporadas más con Milwaukee, desempeñando en los últimos años las labores de sexto hombre, para retirarse al finalizar la temporada 1982-83 con 31 años de edad. En el total de su trayectoria como profesional promedió 16,2 puntos, 4,1 asistencias y 2,6 rebotes por partido. Está entre los 10 primeros de la historia de los Bucks en puntos, asistencias, partidos jugados y robos de balón. El 28 de octubre de 1983 su camiseta con el número 32 fue retirada por el club como homenaje a su carrera.

### Entrenador
Tras retirarse como jugador, fue entrenador asistente de la Universidad de Princeton, siendo nombrado en 1986 entrenador asistente de Lenny Wilkens en Cleveland Cavaliers, con quien estaría durante 7 temporadas en los Cavs y otras dos más en Atlanta Hawks. Su oportunidad para ser el máximo responsable de un banquillo de la NBA le llegó en la temporada 1995-96, cuando fue nombrado entrenador principal del equipo en expansión de Vancouver Grizzlies. Allí permaneció temporada y media, teniendo que enfrentarse a la dificultad de llevar un equipo novato en una competición tan exigente como la NBA.
En el año 2000 firma como asistente de los Golden State Warriors, sustituyendo mediada la siguiente como entrenador principal a Dave Cowens, dirigiendo al equipo durante los 59 partidos restantes de la temporada.
El 11 de diciembre de 2003 se hace cargo del banquillo de las Indiana Fever de la WNBA, la liga profesional femenina, equipo en el que permanece hasta 2007, cuando la directiva renuncia a prorrogar su contrato para la temporada siguiente.

#### Estadísticas como entrenador
| Equipo       | Año     | Liga Regular | Liga Regular | Liga Regular | Liga Regular | Liga Regular                  | Playoffs | Playoffs | Playoffs    | Playoffs  |
| Equipo       | Año     | Partidos     | Ganados      | Perdidos     | % victorias  | Clasificado                   | Ganados  | Perdidos | % victorias | Resultado |
| ------------ | ------- | ------------ | ------------ | ------------ | ------------ | ----------------------------- | -------- | -------- | ----------- | --------- |
| Vancouver    | 1995-96 | 82           | 15           | 67           | .183         | 7º en la División Medio Oeste |          |          |             |           |
| Vancouver    | 1996-97 | 43           | 8            | 35           | .186         | 7º en la División Medio Oeste |          |          |             |           |
| Golden State | 2001-02 | 59           | 13           | 46           | .220         | 7º en la División Pacífico    |          |          |             |           |
| Total        | Total   | 184          | 36           | 148          | .196         | -                             |          |          |             | -         |

## Estadísticas de su carrera en la NBA

### Temporada regular
| Año      | Equipo      | PJ  | PT | MPP  | %TC  | %3P  | %TL  | RPP | APP | ROB | TPP | PPP  |
| -------- | ----------- | --- | -- | ---- | ---- | ---- | ---- | --- | --- | --- | --- | ---- |
| 1974-75  | L.A. Lakers | 68  | –  | 22.3 | .443 | –    | .826 | 2.0 | 2.9 | 1.1 | 0.3 | 11.7 |
| 1975-76  | Milwaukee   | 78  | –  | 35.8 | .464 | –    | .829 | 3.2 | 4.7 | 1.6 | 0.3 | 18.2 |
| 1976-77  | Milwaukee   | 78  | –  | 34.8 | .498 | –    | .847 | 3.0 | 4.3 | 1.5 | 0.4 | 19.3 |
| 1977-78  | Milwaukee   | 80  | –  | 34.4 | .463 | –    | .840 | 3.1 | 4.9 | 1.6 | 0.3 | 19.9 |
| 1978-79  | Milwaukee   | 79  | –  | 32.6 | .493 | –    | .856 | 2.2 | 4.8 | 1.1 | 0.5 | 19.8 |
| 1979-80  | Milwaukee   | 80  | –  | 32.8 | .479 | .373 | .860 | 2.8 | 4.5 | 1.3 | 0.4 | 16.2 |
| 1980-81  | Milwaukee   | 69  | –  | 25.7 | .475 | .353 | .869 | 2.0 | 3.3 | 1.0 | 0.1 | 11.6 |
| 1981-82  | Milwaukee   | 61  | 13 | 30.0 | .501 | .387 | .788 | 2.8 | 4.1 | 0.9 | 0.1 | 15.9 |
| 1982-83  | Milwaukee   | 57  | 12 | 23.9 | .434 | .324 | .859 | 1.9 | 2.7 | 0.8 | 0.1 | 10.6 |
| Total    | Total       | 650 | 25 | 30.7 | .475 | .363 | .842 | 2.6 | 4.1 | 1.2 | 0.3 | 16.2 |
| All-Star | All-Star    | 2   | 1  | 15.0 | .417 | –    | –    | 3.0 | 1.0 | 0.5 | 0.0 | 5.0  |

### Playoffs
| Año   | Equipo    | PJ | PT | MPP  | %TC  | %3P  | %TL   | RPP | APP | ROB | TPP | PPP  |
| ----- | --------- | -- | -- | ---- | ---- | ---- | ----- | --- | --- | --- | --- | ---- |
| 1976  | Milwaukee | 3  | –  | 42.0 | .629 | –    | .800  | 2.3 | 5.0 | 1.7 | 0.7 | 27.3 |
| 1978  | Milwaukee | 9  | –  | 33.9 | .497 | –    | .741  | 3.3 | 6.4 | 1.3 | 0.9 | 20.4 |
| 1980  | Milwaukee | 7  | –  | 38.3 | .460 | .429 | 1.000 | 3.0 | 5.3 | 1.6 | 0.0 | 15.9 |
| 1981  | Milwaukee | 7  | –  | 25.9 | .459 | .333 | .750  | 3.3 | 3.1 | 1.4 | 0.1 | 10.0 |
| 1982  | Milwaukee | 6  | –  | 38.7 | .494 | .500 | .833  | 2.5 | 4.7 | 1.3 | 0.2 | 16.8 |
| 1983  | Milwaukee | 9  | –  | 26.7 | .429 | .273 | .824  | 2.4 | 3.6 | 0.7 | 0.4 | 9.9  |
| Total | Total     | 41 | –  | 33.0 | .490 | .396 | .808  | 2.9 | 4.7 | 1.3 | 0.4 | 15.5 |